# Pourceaugnac
Pourceaugnac est le nom donné à une terre imaginaire inventé par l'auteur et acteur français Jean-Baptiste Poquelin dit Molière, dans sa pièce de théâtre Monsieur de Pourceaugnac.
La charge est féroce pour le héros de la pièce censé être un « Limousin », un inoffensif hobereau campagnard à l'esprit simple, et  dont le nom fait référence aux pourceaux.
Molière aurait eu l'idée d'écrire la pièce après le passage de sa troupe à Ambazac où il aurait reçu un accueil médiocre de la part des habitants.
De fait, il existe de nombreux toponymes se terminant par -ac en langue d'oc, correspondant au suffixe -(a / e)y en langue d'oïl, suffixe d'origine gallo-romaine -acum.